# Глаголический обряд
Глаголи́ческий обряд — литургическая традиция в рамках латинского обряда Католической церкви, отличающаяся от его римской формы тем, что вместо латыни в нём используется церковнославянский язык. Поскольку богослужебные книги для этой мессы (литургии) издавались с использованием глаголицы, этот обряд получил название глаголического.

## История
Папа римский Адриан II писал в Прагу князю Ростиславу, что если кто станет презрительно относиться к книгам, писанным по-славянски, то пусть он будет отлучён и отдан под суд Церкви, ибо такие люди суть «волки». А папа Иоанн VIII в 880 году пишет князю Святополку, приказывая, чтобы проповеди произносились по-славянски.
Со времён Средневековья (первые упоминания относятся к X веку) и вплоть до реформ 1960-х годов глаголический обряд был распространён в некоторых регионах Хорватии (преимущественно вдоль побережья и на северных островах) и Чехии.

## Музыка
Богослужебная музыка глаголического обряда представляет собой синтез григорианского пения и местной народной музыкальной традиции. В XIX—XX веках были написаны музыкальные композиции романтического плана; пользуется известностью «Глаголическая месса» чешского композитора Леоша Яначека, которая, впрочем, мало подходит для использования в богослужении.